# Леушинский Иоанно-Предтеченский монастырь
Леуши́нский Иоа́нно-Предте́ченский монасты́рь — затопленный водами Рыбинского водохранилища православный женский монастырь.

## История

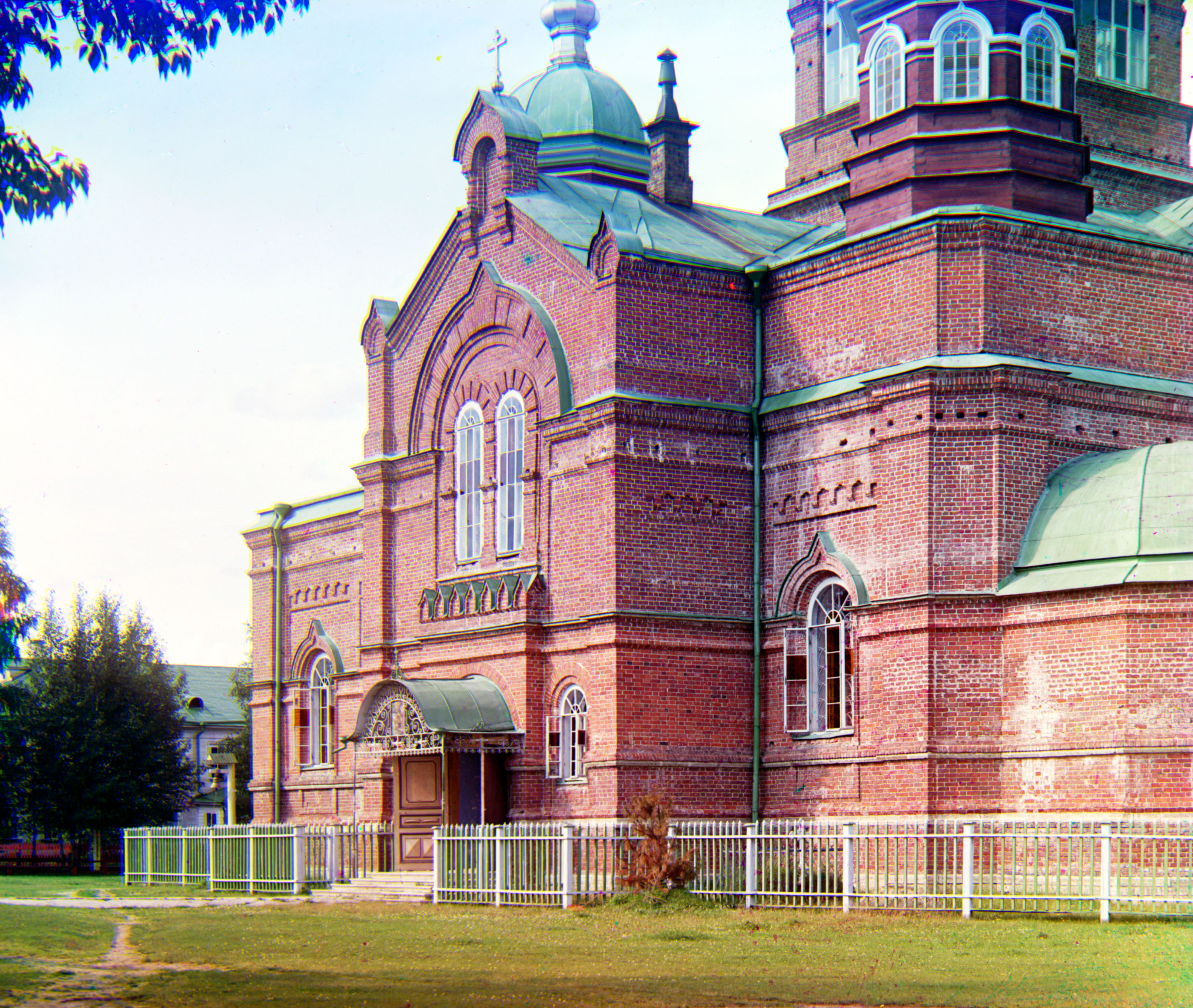
Летний собор в Леушинском монастыре. Фото Сергея Прокудина-Горского, 1909 год

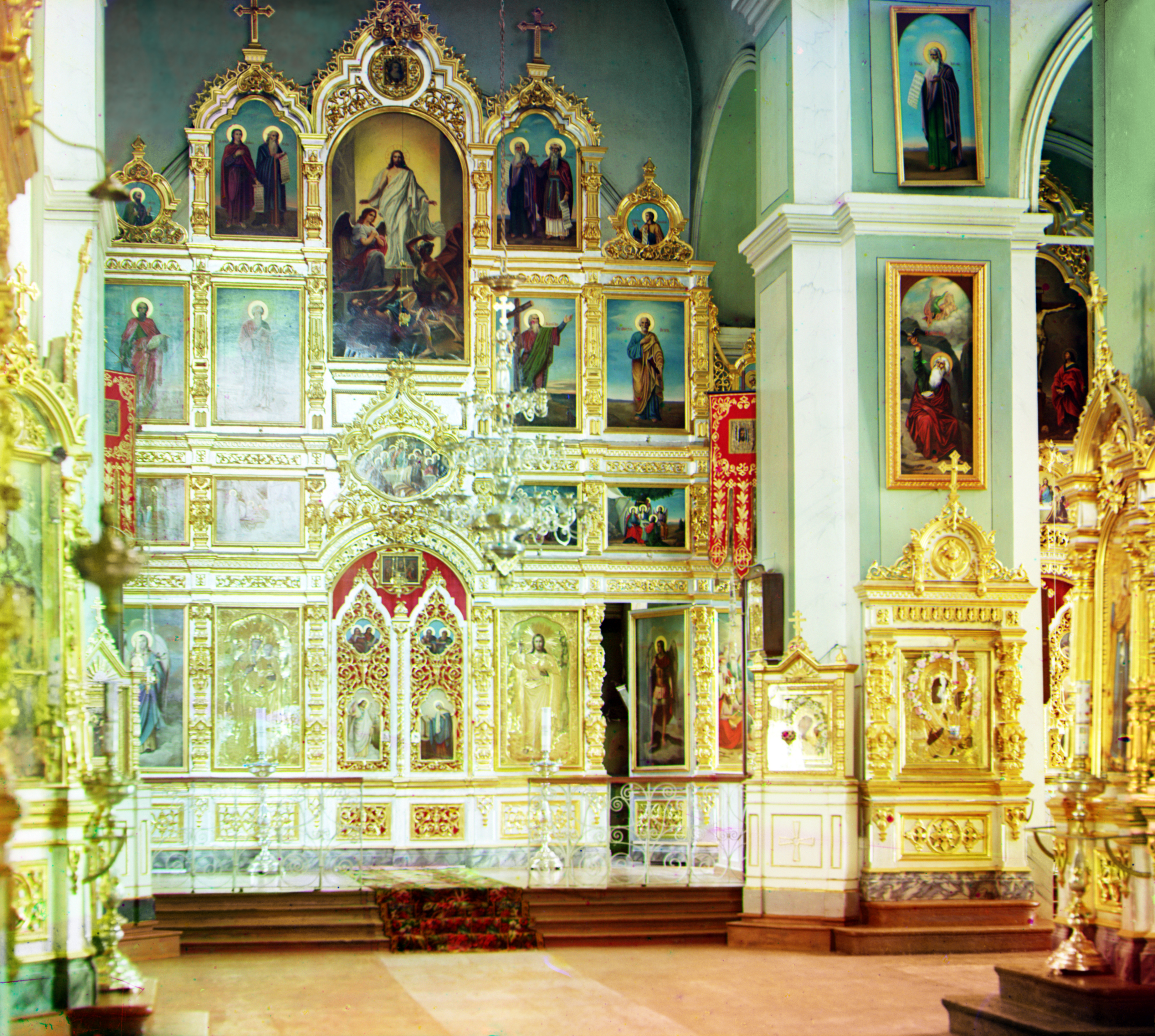
Иконостас в летнем соборе. Фото Прокудина-Горского, 1909 год

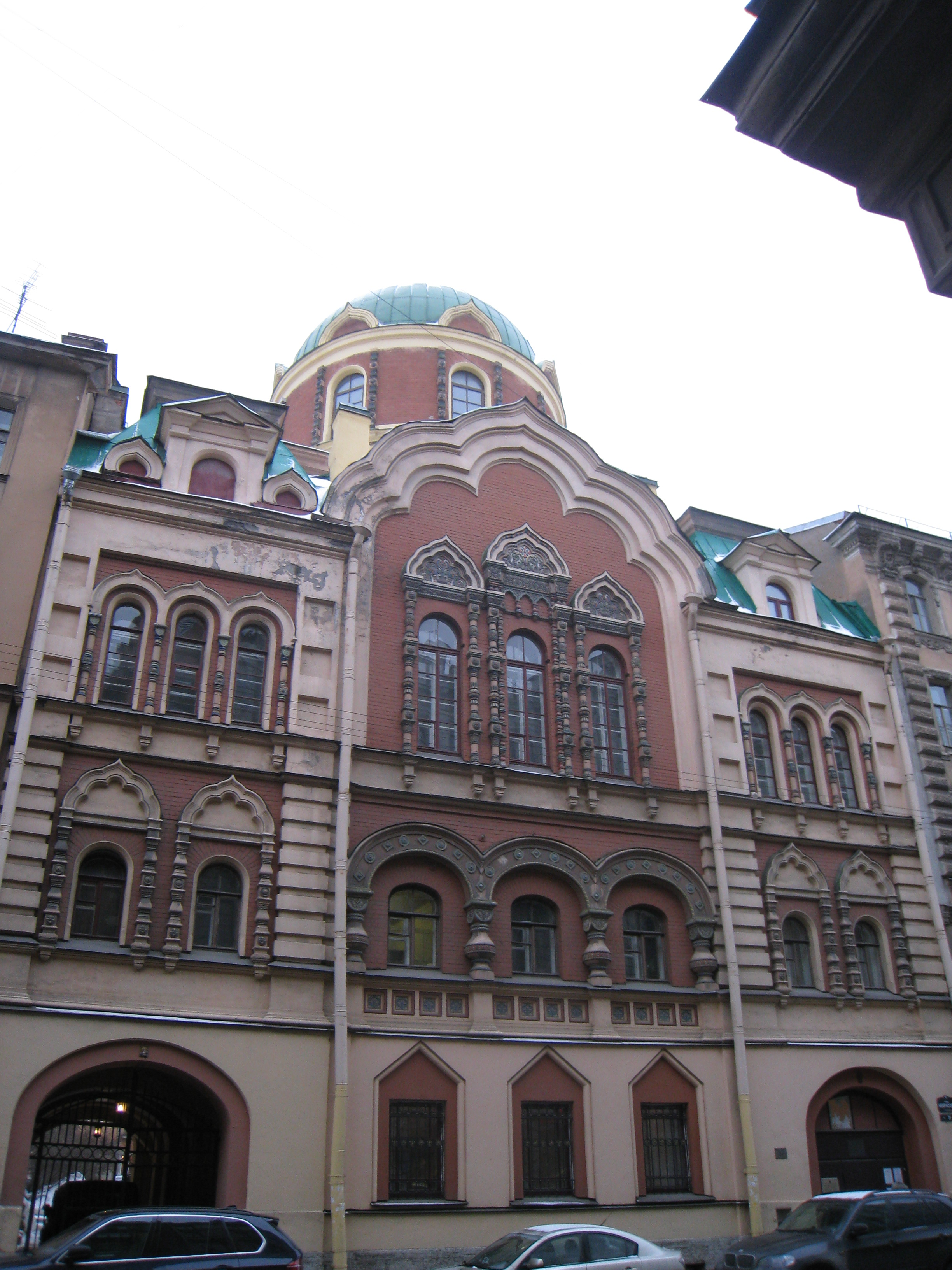
Подворье Леушинского монастыря в Санкт-Петербурге

Леушинский Иоанно-Предтеченский женский монастырь основали в 1875 году в местечке Леушино вблизи реки Шексны между городами Череповцом и Рыбинском.
В монастыре была образована иконописная мастерская. Здесь, в частности, по заказу гатчинского купца Гавриила Медведева была написана икона Божией Матери, которую купец позднее пожертвовал монастырю. Один из списков этого образа ныне находится в иконостасе Леушинского подворья в Санкт-Петербурге. Особый список в начале XX века был сделан для святого праведного Иоанна Кронштадтского, на котором по благословению игумении Таисии была сделана надпись «Аз есмь с вами, и никтоже на вы». Святой Иоанн сам освятил образ, а впоследствии благословил им купца Василия Муравьёва (будущего старца Серафима Вырицкого).
Наряду с Дивеевым и Шамординым, монастырь благодаря игумении Таисии (Солоповой) вскоре стал одной из трёх новооснованных «женских лавр» России.
В 1916 году в обители проживали 460 насельниц. Главным храмом монастыря был пятиглавый собор Похвалы Божией Матери, который построили под руководством игумении Таисии по подобию Великой Церкви на территории Киево-Печерской лавры.
В конце 1880-х годов один богомолец принёс из Соловецкой обители в Леушинский монастырь список чудотворной иконы Божией Матери, именуемой «Хлебная». Сёстры торжественно встретили святую икону и, пройдя с ней крестным ходом, поместили в пекарню. Позже по благословению игумении Таисии для «Хлебной» иконы была устроена особая келья, куда стали собирать и списки других явленных икон Божией Матери. Перед иконами игумения Таисия учредила неусыпающее чтение акафиста Богородице, продолжавшееся около сорока лет.
Монастырь действовал до 1931 года, не подвергшись действиям советской власти, но в период с 1941 по 1946 годы был затоплен водами Рыбинского водохранилища.
При затоплении «Хлебная» икона была утрачена.
Лето 2002 года выдалось чрезвычайно засушливым, уровень воды в Рыбинском водохранилище упал. Из воды показалось месторасположение затопленного монастыря, благодаря чему 10 октября епископ Максимилиан (Лазаренко) отслужил молебен на месте бывшего монастыря. 15 ноября 2011 года Максимилиан (уже ставший архиепископом) посетил это место вторично и вновь отслужил молебен.

## Новолеушинский Иоанно-Предтеченский монастырь
14 июня 2015 года в память о монастыре в селе Мяксе был освящён храм в честь праздника Рождества святого Пророка, Предтечи и Крестителя Господня Иоанна.
В сентябре 2015 года открыто архиерейское подворье и создана монашеская община. В первый год накануне Рождества Христова состоялось два монашеских пострига: в мантию и великую схиму. В июле 2016 года община насчитывала шесть сестёр, которые жили в большом деревянном здании, расположенном рядом с храмом. До революции в этом доме жил местный купец, а затем размещались поселковые конторы. Сёстры вели хозяйство, занимались огородом и ремонтировали келейный корпус.
27 декабря 2016 года Священный синод Русской православной церкви постановил в связи с прошением епископа Череповецкого и Белозерского Флавиана (Митрофанова) открыть Новолеушинский Иоанно-Предтеченский женский монастырь села Мякса и назначить на должность игумении этого монастыря монахиню Кириллу (Червову).
В феврале 2018 года в монастыре действовало два храма, в одном из которых располагалась воскресная школа. Благодаря помощи удалось провести газ и оградить всю территорию монастыря.

## Подворье в Санкт-Петербурге
В Санкт-Петербурге (улица Некрасова, дом 31) действует Иоанно-Богословское подворье Леушинского монастыря, основанное по благословению Иоанна Кронштадтского.
Здание подворья и Иоанно-Богословскую церковь при нём спроектировал и возвёл в 1894 году епархиальный архитектор
Николай Никонов.